# Vol British Airways 009
Le vol British Airways 009, parfois appelé Speedbird 9, ou encore incident de Jakarta, était un vol international régulier reliant Londres et Auckland, avec plusieurs escales prévues à Bombay, Chennai, Kuala Lumpur, Perth et Melbourne. Le 24 juin 1982, ce vol, assuré par un Boeing 747-236B, vola à travers un nuage de cendres volcaniques rejetées par l'éruption du Galunggung, en Indonésie, qui entraîna l'arrêt de ses quatre moteurs.
La raison de ces arrêts ne fut pas immédiatement apparente à l'équipage ou au contrôle aérien au sol. L'avion fut dérouté vers Jakarta, dans l'espoir que suffisamment de moteurs puissent être redémarrés pour permettre d'y atterrir. L'appareil parvint à planer assez longtemps pour sortir du nuage de cendres et tous les moteurs furent redémarrés, permettant à l'appareil d'atterrir en sécurité.

## Déroulement du vol
Peu après 13 h 40 UTC (20 h 40 locales) au-dessus de l'océan Indien, au sud de Java, l'équipage du vol 009, entre autres constitué du copilote Roger Greaves (32 ans), de l'officier mécanicien navigant Barry Townley-Freemane (40 ans) et du commandant de bord Eric Moody (41 ans), remarqua tout d'abord qu'un effet similaire au feu de Saint-Elme se répandait sur le pare-brise du cockpit. Le phénomène s'aggrava, et l'équipage prit la décision d'allumer l'antigivre moteur ainsi que le signal demandant aux passagers d'attacher leurs ceintures, et ce bien que le radar météorologique indiquât un ciel calme.
Au fur et à mesure du vol, de la fumée commença à s'accumuler dans l'avion, laquelle fut au début simplement considérée comme de la fumée de cigarettes (à l'époque, les vols fumeurs étaient courants). Néanmoins la fumée devint plus dense et dégageait une odeur de soufre. Les passagers assis près des fenêtres remarquèrent que les moteurs étaient particulièrement luminescents et que la lumière brillait à l'avant des réacteurs, entraînant un effet stroboscopique.
Vers 13 h 42 UTC (20 h 42 locales), le réacteur no 4, de type Rolls-Royce RB211, étouffa en raison d'un décrochage de compresseur, et il s'éteignit rapidement. L'équipage compléta la procédure d'arrêt d'urgence du moteur, en coupant l'arrivée de kérosène et en activant les deux extincteurs. Moins d'une minute après, le réacteur no 2 étouffa à son tour. En l'espace de quelques secondes, les réacteurs no 1 et no 3 étouffèrent également.
Sans poussée fournie par les moteurs, le Boeing 747-200 plane relativement bien : pour un kilomètre perdu en altitude, l'avion parcourt 15 kilomètres horizontalement. L'équipage détermina rapidement qu'à l'altitude où l'avion était situé (37 000 pieds, soit environ 11 000 mètres), il pouvait planer pendant 23 minutes et parcourir 169 kilomètres. À 13 h 44 UTC (20 h 44 locales), Greaves déclara l'urgence aux contrôleurs aériens, en précisant que les quatre réacteurs étaient éteints.
Le contrôle aérien de Jakarta crut comprendre que seul le réacteur numéro quatre était perdu. Ce n'est que grâce à l'intervention d'un avion de la compagnie Garuda Indonesia, qui passait dans la zone et qui relaya l'information correcte aux contrôleurs aériens, que le message fut compris correctement. Bien que l'avion affichât le code d'urgence 7700 sur son transpondeur, l'appareil ne put être repéré sur les écrans radar du centre de contrôle de Jakarta.
À cause des montagnes indonésiennes situées sur la côte sud de l'île de Java, une altitude d'au moins 11 500 pieds (3 500 mètres) était nécessaire pour survoler la côte en toute sécurité. L'équipage décida que si l'avion ne pouvait maintenir un plafond de 12 000 pieds (3 700 mètres), il ferait demi-tour pour essayer un amerrissage d'urgence dans l'océan Indien. Une tentative de rallumage des moteurs fut effectuée, bien que l'avion fût bien au-dessus de l'altitude maximale préconisée pour de telles opérations, à savoir 28 000 pieds (8 500 mètres). De fait, toutes les tentatives de rallumage des réacteurs échouèrent.
La pression à l'intérieur de la cabine commença à tomber, entraînant la chute des masques à oxygène du plafond (une procédure automatique d'urgence qui a pour but de compenser le manque d'oxygène). Dans le cockpit, le masque de Greaves se révéla endommagé : le tube délivrant l'air s'était détaché du masque. Moody décida immédiatement de descendre rapidement, à un taux de descente d'environ 1 800 mètres par minute, pour atteindre une altitude où pression et densité de l'air seraient viables.
À 13 500 pieds (4 100 mètres), ils commençaient à approcher l'altitude critique qui les forcerait à faire demi-tour pour tenter un amerrissage. Quoiqu'il y existât des indications quant aux manœuvres à effectuer pour une telle opération, personne ne l'avait jamais tentée avec un 747. L'équipage essaya à nouveau de redémarrer les moteurs, et le réacteur numéro quatre redémarra. Moody utilisa la poussée de ce moteur pour réduire le taux de descente, et peu après le moteur numéro trois recommença à tourner, ce qui permit même de grimper doucement. Finalement, les deux derniers réacteurs repartirent aussi, et l'équipage demanda l'autorisation de grimper à 11 500 pieds (3 500 mètres) afin de passer au-dessus des montagnes.
Alors que l'appareil retrouvait l'altitude désirée, l'effet du feu de Saint-Elme refit son apparition sur le pare-brise. Moody réduisit la poussée, ce qui n'empêcha pas le réacteur numéro deux d'étouffer à nouveau et de s'arrêter. L'équipage perdit un peu d'altitude et établit le 747 en palier à 12 000 pieds (3 700 mètres).
Tandis que l'avion s'approchait de l'aéroport Halim-Perdanakusuma, à Jakarta, l'équipage remarqua qu'il était difficile de le distinguer de façon nette à travers le pare-brise, et il effectua l'approche entièrement aux instruments malgré une météo idéale. L'intention était de se fier à l'ILS mais le glideslope (faisceau de descente) n'était pas opérationnel et l'équipage suivit donc le localiseur (approche non-précise) en surveillant l'affichage DME. Greaves annonçait à chaque étape de DME à quelle altitude l'avion devait se situer, créant ainsi un faisceau de descente virtuel. Après atterrissage, l'avion ne put rouler jusqu'au terminal, car l'éclairage de l'aéroport sur le pare-brise rayé floutait trop l'image extérieure, il fut alors remorqué.

## Enquête

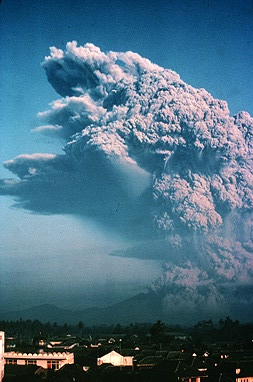
Vue du panache volcanique rejeté par le Galunggung au cours de son éruption de 1982.

L'enquête a révélé que les problèmes survenues lors du vol 009 ont été causés par le fait que le 747 a traversé un nuage de cendres volcaniques provenant de l'éruption du Galunggung. Parce que le nuage de cendres est constitué de fines particules de roche volcanique, il n’est pas apparu sur le radar météo de l'avion, qui est conçu pour détecter l’humidité présente dans les nuages.
Ces particules de cendre présentes dans le nuage ont privé les moteurs de la quantité d'air nécessaire pour entretenir la combustion du kérosène, ont rayé le pare-brise et les phares d'atterrissage et ont finalement obstrué les quatre moteurs du 747. Lorsque les cendres ont pénétré dans les moteurs, elles ont fondu au sein de la chambre de combustion et ont adhéré à l’intérieur des générateurs électriques de l'avion.
Au fur et à mesure que les moteurs refroidissaient après leur extinction et que l'avion descendait sous le nuage de cendres, les cendres fondues se sont solidifiées suffisamment pour se détacher, permettant à l'air de circuler à nouveau à l'intérieur des moteurs, ce qui rendit possible un redémarrage réussi. Les moteurs disposaient alors de suffisamment de puissance électrique pour redémarrer, car un des générateurs et les batteries embarquées à bord fonctionnaient toujours.

## Conséquences
Les moteurs un, deux et trois ont été remplacés à Jakarta, tout comme le pare-brise, et les réservoirs de carburant ont été débarrassés des cendres qui y étaient entrées via les conduits de pressurisation, contaminant grandement le carburant restant. Une fois l'avion ramené à Londres lors d'un vol de convoyage, le moteur no 4 a été remplacé et d'importants travaux ont été entrepris pour remettre le 747 en service.
Après son atterrissage d'urgence à l'aéroport Halim-Perdanakusuma, l'équipage et les passagers du vol 009 sont restés plusieurs jours à Jakarta. Certains ont séjourné à l'hôtel Sahid Jaya et d'autres à l'hôtel Sari Pan Pacific, tandis que les passagers de première classe ont été transportés par avion à Perth, sur un vol de la compagnie aérienne française UTA. Pendant leur séjour à Jakarta, les passagers et l'équipage du vol 009 ont eu la chance de faire un tour de la ville et ont visité Taman Mini Indonesia Indah. Après deux jours passés à Jakarta, les passagers et l'équipage ont été finalement transportés, via un autre vol de British Airways, vers Perth, en Australie, et vers Auckland, en Nouvelle-Zélande.
Bien que l'espace aérien autour du Galunggung ait été temporairement fermé après l'incident, il a été rouvert quelques jours plus tard. Ce n’est qu’après qu’un 747 de Singapore Airlines ait été contraint d’arrêter trois de ses moteurs, alors qu’il survolait la même zone le 13 juillet, soit 19 jours après l'incident du vol 009, que les autorités indonésiennes ont fermé définitivement l’espace aérien et redirigé l'ensemble des vols afin d'éviter cette région. Le vol 009 n'est cependant pas le premier appareil à avoir rencontré le nuage de cendre de ce volcan ; un Douglas DC-9 de Garuda Indonesia avait également traversé ce nuage de cendres le 5 avril 1982.
L'équipage du vol 009 a reçu diverses récompenses, dont la Queen's Commendation for Valuable Service in the Air (en) pour le commandant Moody, ainsi que plusieurs médailles de la British Airline Pilots' Association (en) (BALPA). Le vol plané sans moteur effectué par le vol 009 est également entré dans le Livre Guinness des records en tant que plus long vol plané effectué par un avion de ligne civil (ce record a également été détenu par le vol Air Canada 143 en 1983 et le vol Air Transat 236 en 2001)
L'une des passagères du vol 009, Betty Tootell, a écrit un livre sur l'accident, « All Four Engines Have Failed », et a réussi à retrouver quelque 200 des 247 passagers présent sur ce vol. En 1993, Tootell a épousé son compagnon de voyage James Ferguson, qui était alors assis dans la rangée devant elle.
British Airways a continué à exploiter la liaison entre Londres et Sydney, mais en mars 2012, la liaison a été redirigée vers Bangkok jusqu'en juillet 2022, puis elle a été définitivement annulée.

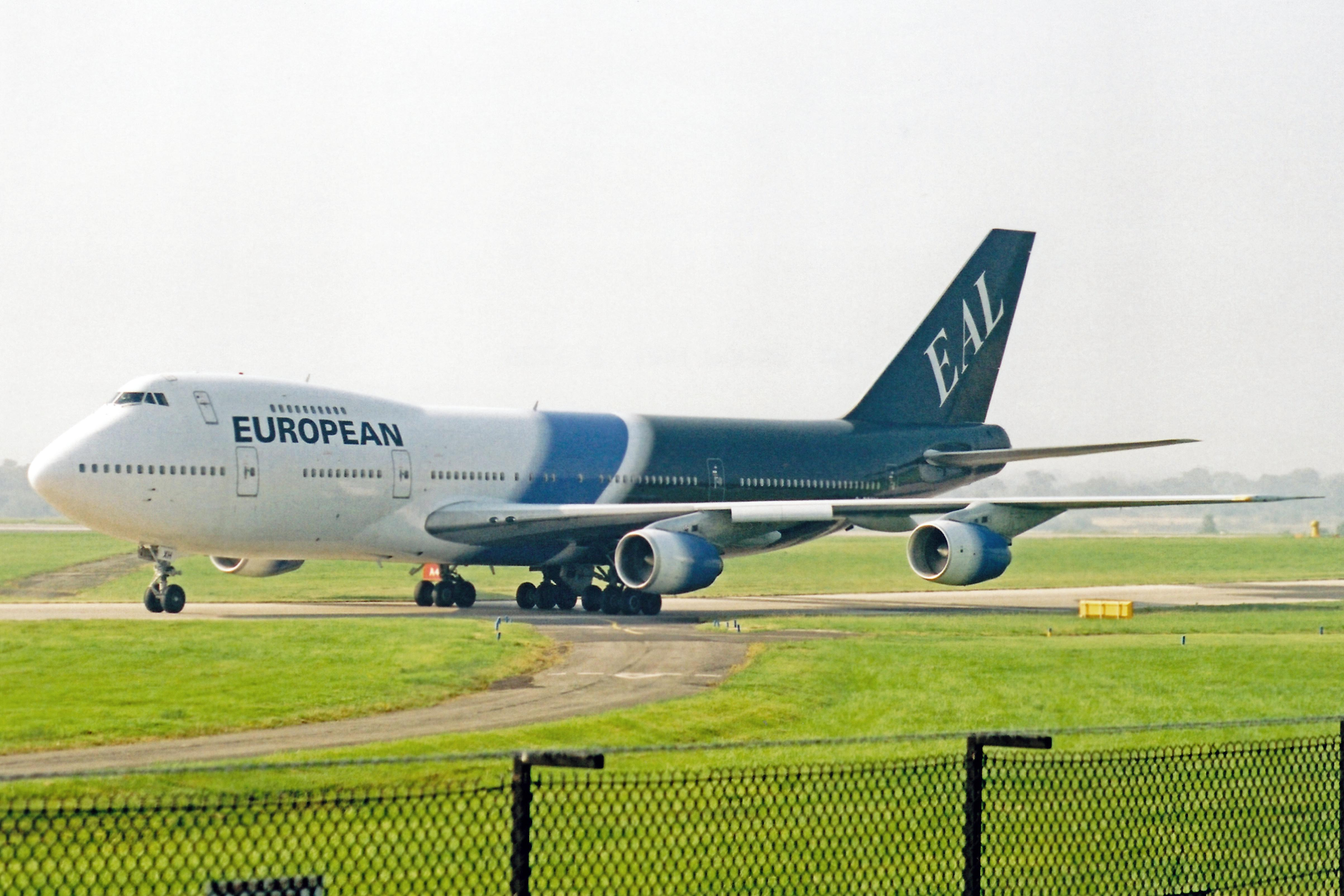
G-BDXH, le 747 impliqué dans l'incident du vol 009, alors exploité par, ici à l'aéroport de Manchester en août 2003, six mois avant son retrait du service.

Après l'incident, le 747 impliqué, immatriculé G-BDXH et nommé « City of Edinburgh », puis rebaptisé « City of Elgin », a été réparé et a continué à voler pour British Airways, avant d'être vendu à European Aviation Air Charter (en) en janvier 2002. L'avion a été retiré du service commercial en février 2004, et en juillet 2009, l'appareil, alors âgé de 30 ans, a été démoli dans une installation de l'aéroport de Bournemouth.
Le commandant Eric Moody est décédé le 18 mars 2024, à l'âge de 82 ans.

## Médias
L'accident a fait l'objet d'un épisode dans la série documentaire télévisée Air Crash, nommé « Pluie de cendres » (saison 4 – épisode 2).